# Francesco Landini (calciatore)
Francesco Landini (fl. XX secolo) è stato un calciatore italiano, di ruolo attaccante.

## Carriera
Debutta in massima serie con il Legnano nel 1925-1926, disputando 15 partite e segnando 2 gol; nel campionato di Prima Divisione 1926-1927 gioca 18 partite e realizza 2 reti, nel campionato di Prima Divisione 1927-1928 gioca 17 gare, nel campionato di Divisione Nazionale 1928-1929 disputa 18 partite segnando un gol.